# Серёгово (сельское поселение)
Серёгово — административно-территориальная единица (административная территория село с подчинённой ему территорией) и муниципальное образование (сельское поселение с полным официальным наименованием муниципальное образование сельского поселения «Серёгово») в составе муниципального района Княжпогостского в Республике Коми Российской Федерации.
Административный центр — село Серёгово.

## История
Статус и границы административной территории установлены Законом Республики Коми от 6 марта 2006 года № 13-РЗ «Об административно-территориальном устройстве Республики Коми».
Статус и границы сельского поселения установлены Законом Республики Коми от 5 марта 2005 года № 11-РЗ «О территориальной организации местного самоуправления в Республике Коми».

## Население
| 2010 | 2011 | 2012 | 2013 | 2014 | 2015 | 2016 |
| ---- | ---- | ---- | ---- | ---- | ---- | ---- |
| 822  | ↘816 | ↘780 | ↘773 | ↘767 | ↘738 | ↘699 |
| 2017 | 2018 | 2019 | 2020 | 2021 |      |      |
| ↘651 | ↘639 | ↘613 | ↘612 | ↘555 |      |      |

## Состав
Состав административной территории и сельского поселения:
| № | Населённый пункт | Тип населённого пункта       | Население |
| - | ---------------- | ---------------------------- | --------- |
| 1 | Кошки            | деревня                      | 10        |
| 2 | Ляли             | деревня                      | 56        |
| 3 | Ляли             | посёлок                      | 258       |
| 4 | Политовка        | деревня                      | 1         |
| 5 | Серёгово         | село, административный центр | 483       |
| 6 | Часадор          | деревня                      | 14        |